# El Cerrito, Amatitán
El Cerrito är en ort i Mexiko.   Den ligger i kommunen Amatitán och delstaten Jalisco, i den centrala delen av landet, 500 km väster om huvudstaden Mexico City. El Cerrito ligger 886 meter över havet och antalet invånare är 113.
Terrängen runt El Cerrito är kuperad åt sydväst, men åt nordost är den bergig. El Cerrito ligger nere i en dal. Runt El Cerrito är det mycket tätbefolkat, med 1 018 invånare per kvadratkilometer. Närmaste större samhälle är Tequila, 9,3 km väster om El Cerrito. Trakten runt El Cerrito består till största delen av jordbruksmark.